# Stephanocereus leucostele
Stephanocereus leucostele ist eine Pflanzenart in der Gattung Stephanocereus aus der Familie der Kakteengewächse (Cactaceae). Das Artepitheton leucostele leitet sich von den griechischen Worten leukos für ‚weiß‘ sowie stele für ‚Säule‘ ab und verweist auf das Erscheinungsbild der Pflanzen.

## Beschreibung
Stephanocereus leucostele wächst meist einzeln mit säulenförmigen, nur selten verzweigten Trieben und erreicht Wuchshöhen von 2 bis 5 Metern. Die in ungleich lange Abschnitte gegliederten bläulich grünen Triebe weisen Durchmesser von 4 bis 8 Zentimetern auf. Es sind 13 bis 18 Rippen vorhanden. Die 1 bis 2 steifen Mitteldornen sind weiß bis goldgelb und 3 bis 4 Zentimeter lang. Die bis 20 Randdornen sind weiß und 5 bis 15 Millimeter lang. Das jeweils am Ende des vegetativen Wachstums gebildete ringförmige Cephalium ist dicht wollig und behaart.
Die röhren- bis glockenförmigen Blüten sind weiß und 6 bis 7 Zentimetern lang. Gelegentlich erscheinen sie auch an älteren Cephalien. Die kugelförmigen oder leicht länglichen, anfangs grünen Früchte werden später blau und erreichen Durchmesser von bis 5 Zentimetern.

## Verbreitung, Systematik und Gefährdung
Stephanocereus leucostele ist im Süden des brasilianischen Bundesstaates Bahia verbreitet.
Die Erstbeschreibung als Cereus leucostele durch Max Gürke wurde 1908 veröffentlicht. Alwin Berger stellte die Art 1926 in die Gattung Stephanocereus. Nomenklatorische Synonyme sind Cephalocereus leucostele (Gürke) Britton & Rose (1920) und Pilocereus leucostele (Gürke) Werderm. (1933).
In der Roten Liste gefährdeter Arten der IUCN wird die Art als „Least Concern (LC)“, d. h. als nicht gefährdet geführt.

## Nachweise